# Kärntner Slowenen
Als Kärntner Slowenen (slowenisch Koroški Slovenci) bezeichnet man die autochthone slowenischsprachige Volksgruppe im österreichischen Bundesland Kärnten. Sie entsenden Vertreter in den österreichischen Volksgruppenbeirat und sind zumeist österreichische Staatsbürger. Der Status der Volksgruppe ist verfassungs- und völkerrechtlich abgesichert.
Der Begriff Kärntner Slowenen ist nicht synonym mit dem Begriff Slowenen in Kärnten (siehe Slowenen in Österreich).

## Geschichte

### Völkerwanderung

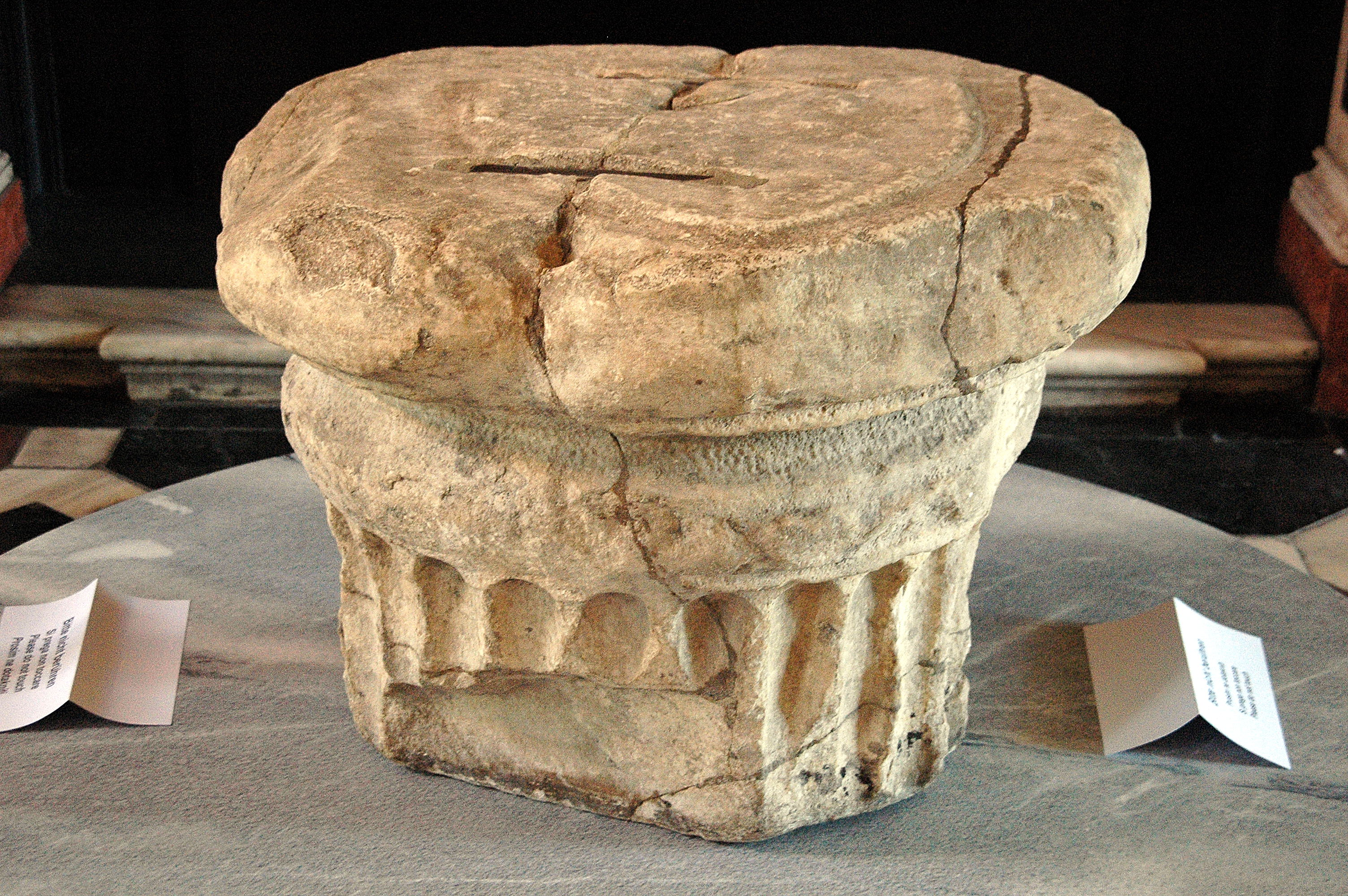
Auf dem Fürstenstein wurden die karantanischen Fürsten inthronisiert

Das slowenische Sprachgebiet wurde gegen Ende der Völkerwanderung zuerst, unter anderem, von Westslawen besiedelt, danach schließlich von Südslawen, die zur vorherrschenden Gruppe wurden. Es entstand eine südslawische Umgangssprache mit westslawischem Einfluss (Alpenslawen). Am Ende der Völkerwanderung entstand das slawische Staatsgebilde Karantanien, Vorläufer des heutigen Kärntens, das über das heutige Landesgebiet weit hinausreichte und dessen politisches Zentrum auf dem Zollfeld lag.

### Mittelalter und Neuzeit
Karantanien wurde unter Karl dem Großen Teil des Franken- und in der Folge des Heiligen Römischen Reiches, wobei sich bis ins Hochmittelalter zwei parallele Rechtssysteme hielten, wie dies etwa der sogenannte Slawenzehent (huba slovenica) und insbesondere der Stand der Edlinger (slowenisch kosezi) belegen. In der Folge setzten sich nach und nach deutsche Adelsgeschlechter durch, während die Bevölkerung slawisch blieb. Schließlich setzte eine Siedlungsbewegung der Baiern nach Kärnten ein. Diese besiedelten bis dahin schwach besiedelte Gebiete, etwa Waldgebiete und Hochtäler. Zur unmittelbaren Verdrängung von Slawen (als Slowenen bildeten sie sich erst im Laufe der Zeit heraus) kam es nur vereinzelt. Es bildete sich in Folge eine Sprachgrenze heraus, welche bis ins 19. Jahrhundert stabil blieb. In dieser Zeit hatte in Klagenfurt das Deutsche eine gesellschaftlich bzw. sprachsoziologisch dominierende Rolle, während das unmittelbare Umland slowenisch blieb. Klagenfurt war auch ein gesamtslowenisches Kulturzentrum und war die slowenische Bücherstadt. Mit dem Aufkommen der Nationalbewegung in der späten Monarchie beschleunigte sich die Assimilation, gleichzeitig verschärfte sich der Konflikt zwischen den Volksgruppen.

### Nach 1918

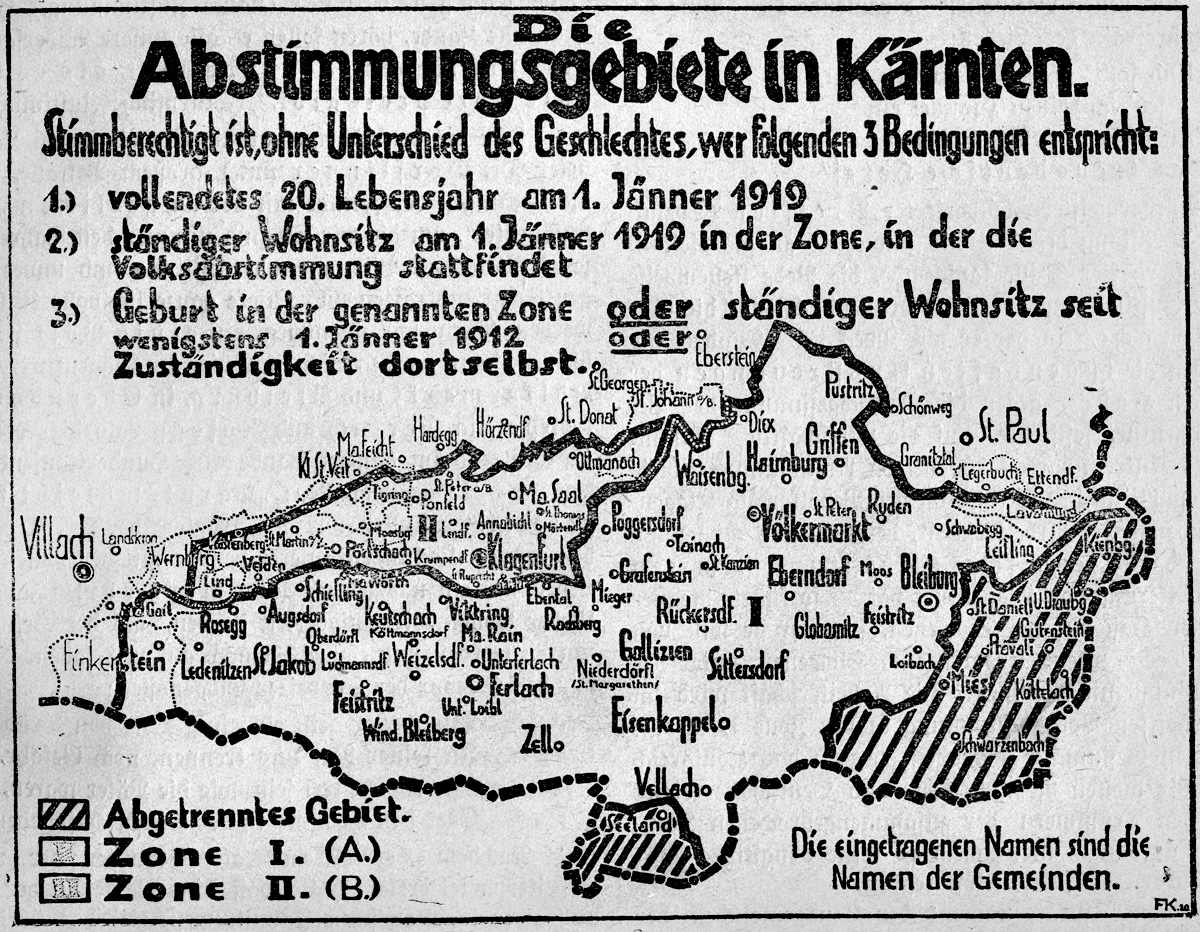
Die Abstimmungszonen A und B mit den Bedingungen für das Stimmrecht

Ergebnisse der Abstimmung 1920

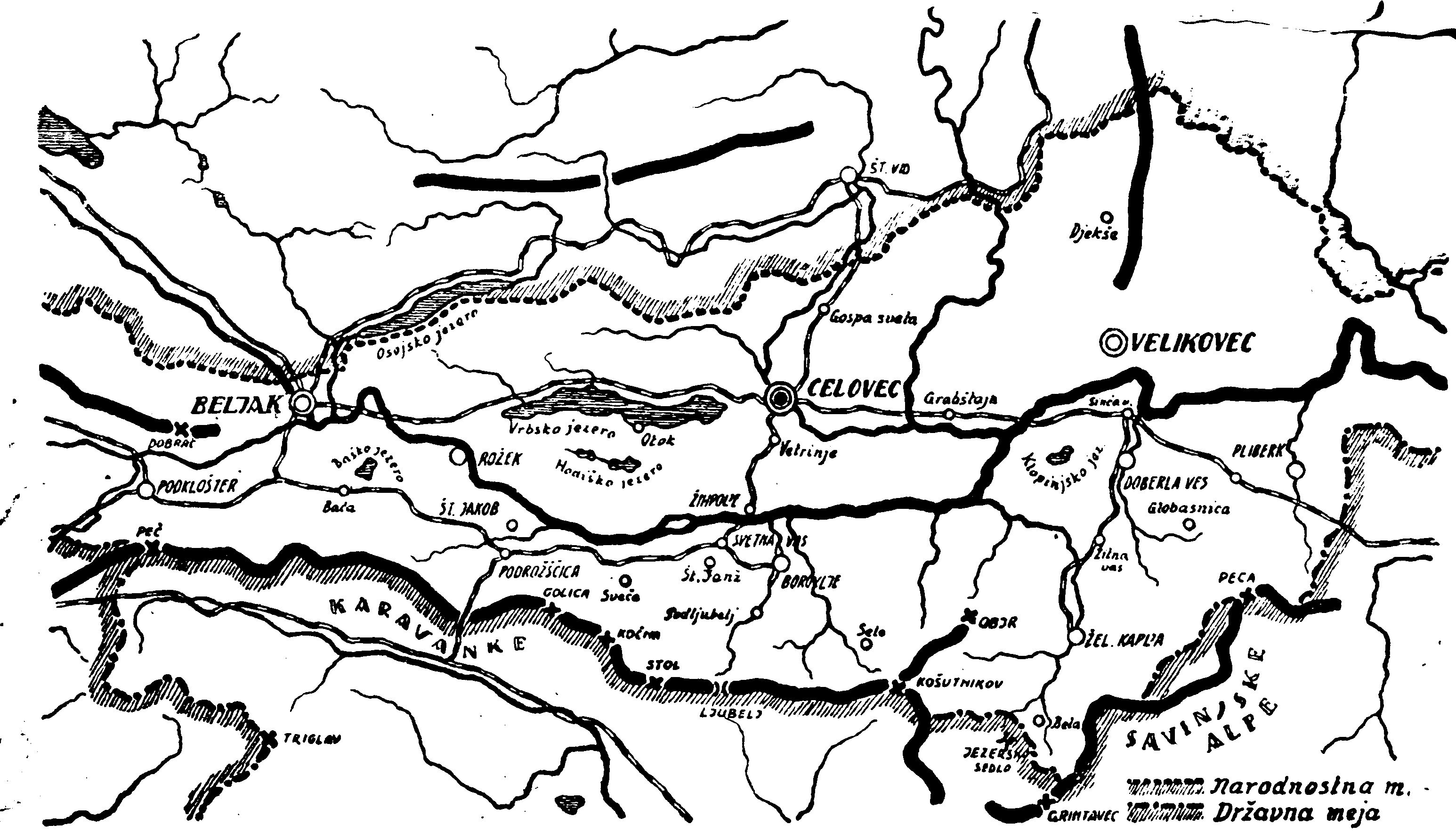
Eine Karte über Slowenen in Kärnten um 1930

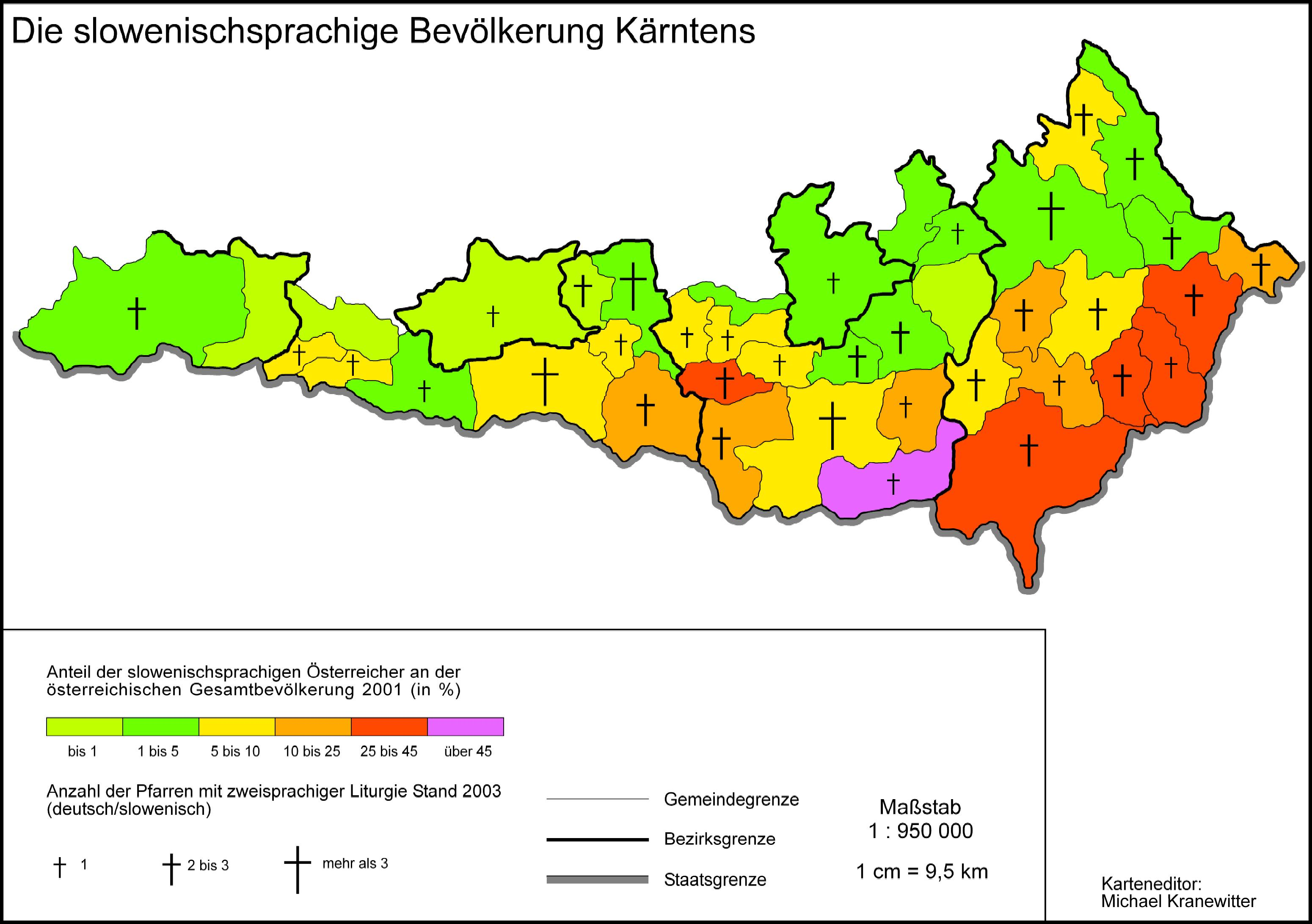
Kärntner Pfarren mit zweisprachiger (deutsch-slowenischer) Liturgie

Mit Ende des Ersten Weltkrieges versuchte der SHS-Staat die slowenisch gebliebenen Gebiete zu besetzen (vergleiche Kärntner Abwehrkampf). Diese Frage spaltete auch die slowenische Bevölkerung. In der Abstimmungszone, in der der slowenischsprachige Bevölkerungsanteil bei ca. 70 % lag, stimmten 59 % der Abstimmungsteilnehmer für einen Verbleib bei Österreich. Im Vorfeld der Volksabstimmung versicherte die Landesregierung, dass sie den Erhalt der slowenischen Kultur unterstützen und fördern werde. Diese konzilianten Versprechungen führten neben wirtschaftlichen und anderen Gründen dazu, dass ca. 40 % der in der Abstimmungszone lebenden Slowenen sich für den Erhalt der Landeseinheit aussprachen. Das Abstimmungsverhalten war jedoch regional unterschiedlich; in zahlreichen Gemeinden gab es Mehrheiten, die sich für einen Anschluss an den SHS-Staat aussprachen.
Die slowenische Volksgruppe im österreichischen Kärnten hatte bis zum „Anschluss“ Österreichs an das Deutsche Reich 1938 Minderheitenrechte. So gab es zunächst noch zweisprachige Schulen, Pfarren, eigene Zeitungen, Vereine, Banken und politische Vertreter in Gemeinden und im Landtag. Die politischen Spannungen zwischen Österreich und Jugoslawien verstärkten jedoch die Benachteiligung der Kärntner Slowenen. Wie überall in Europa nahm in der Zwischenkriegszeit der Nationalismus zu. Gemachte Versprechen wurden gebrochen, die Assimilation forciert, indem man die Slowenen durch ihre Teilung in Slowenen und Windische spaltete, ihnen sogar absprach, dass ihre Sprache überhaupt slowenisch wäre (vgl. „Windischentheorie“). Dies gipfelte in gezielter Verfolgung im Dritten Reich. Allerdings konnte man sich durch ein Bekenntnis zum Windischen und dem damit verbundenen Versprechen zur Assimilation mit dem Regime gut stellen. Umgekehrt verachteten viele von den Slowenen, die 1920 für Jugoslawien gestimmt hatten, die „nemčurji“ (abwertende Bezeichnung für angeblich deutschnationale bzw. ihre nationale Herkunft verleugnende Slowenen).
Die Nationalsozialisten verhafteten bereits ab/bei der Machtübernahme 1938 ausgewählte slowenische Persönlichkeiten, unter anderem auch viele Geistliche, es kam zu Versetzungen und Ausweisungen. Die Umsiedlungspläne für weitere 1000 „volks- und staatsfeindlich bekannte“ Slowenen wurden nach dem Überfall auf Jugoslawien im Frühjahr 1941 konkreter, vorerst kam es aber in der südlich anschließenden  annektierten Oberkrain (wie auch in der Untersteiermark) zu Enteignungen und Aussiedlungen von Slowenen. Am 14. April 1942 begann die Deportation der Kärntner Slowenen, zur Umsetzung wurde kurzzeitig das in Wien aufgestellte Pol.Res.Bataillon 171 aus Oberkrain abgezogen. Die Aussiedlung erfolgte nach einer Anordnung von Himmler vom 25. August 1941, die u. a. auch die Umsiedlung der Kanaltaler nach Kärnten, Oberkrain und das Mießtal festlegte. Die für eine Aussiedlung bestimmten Kärntner Slowenen wurden ins RAD-Lager in Klagenfurt und von dort in verschiedene Lager der Volksdeutschen Mittelstelle deportiert. Die Deportation rief eine starke Unterstützung des bewaffneten Widerstandes der Kärntner Partisanen durch die slowenische Bevölkerung hervor, viele gingen in die Wälder, bildeten die Grünen Kader und stießen später zu den Titopartisanen. Letztere versuchten nach dem Krieg neuerlich, Teile Kärntens zu besetzen, zogen sich aber auf Drängen der englischen Besatzer zurück. Angesichts dieser extremen Entwicklung auf beiden Seiten war nach dem Zweiten Weltkrieg die Stimmung zwischen den Volksgruppen äußerst gespannt. Die stetige Zurückdrängung des Slowenischen setzte sich fort.

### Nach 1955
Am 15. Mai 1955 wurde der Österreichische Staatsvertrag unterzeichnet, in dessen Artikel 7 die „Rechte der slowenischen und kroatischen Minderheiten“ in Österreich reguliert sind. Im Jahr 1975 verfehlte die Wahlgruppierung der slowenischen Volksgruppe (Enotna Lista) nur knapp den Einzug in den Kärntner Landtag. Vor den nächsten Wahlen 1979 wurde der ursprünglich einheitliche Wahlkreis Kärnten in vier Wahlkreise untergliedert. Das Siedlungsgebiet der Kärntner Slowenen wurde aufgeteilt und diese Teile wiederum mit rein deutschsprachigen Landesteilen zusammengefasst. In den neuen Wahlkreisen reduzierte sich der slowenischsprachige Bevölkerungsanteil derart, dass ein Einzug von Volksgruppenvertretern in den Landtag faktisch nicht mehr möglich war. Das Volksgruppenbüro der Kärntner Landesregierung und Vertreter der Kärntner Slowenen sahen in dieser Vorgangsweise den erfolgreichen Versuch, den politischen Einfluss der slowenischsprachigen Volksgruppe zu reduzieren.
In den 1970er Jahren eskalierte die Lage neuerlich im so genannten Ortstafelstreit, danach entspannte sie sich wieder. Die Lage der Slowenen in Kärnten änderte sich jedoch durch die Unabhängigkeitserklärung Sloweniens am 25. Juni 1991 grundlegend. Anders als der panslawistische Staat Jugoslawien, von dem sich Slowenien 1991 loslöste, ist die Republik Slowenien als Nationalstaat konzipiert. Folgerichtig gibt es in Slowenien ein „Ministerium für Auslandsslowenen“, das sich auch für die Belange autochthoner Slowenen in Kärnten für zuständig hält. Der slowenische Außenminister Karl Erjavec bemängelte im Februar 2017, dass durch die neue Landesverfassung Kärntens die slowenische Sprache diskriminiert werde, indem sie nicht als „die Sprache der Vollziehung des Landes Kärnten“ gelte.

## Siedlungsgebiet
| Jahr | Anzahl         | Bemerkungen                                                                      |
| ---- | -------------- | -------------------------------------------------------------------------------- |
| 1818 | 137.000        |                                                                                  |
| 1848 | 114.000        | Schätzung des Landesausschusses – in den damaligen Grenzen des Herzogtum Kärnten |
| 1880 | 85.051         | Volkszählung – in heutigen Grenzen, gefragt wurde nach der Umgangssprache        |
| 1890 | 84.667         | Umgangssprache                                                                   |
| 1900 | 75.136         | Umgangssprache                                                                   |
| 1910 | 66.463         | Umgangssprache                                                                   |
| 1923 | 34.650         | Denksprache                                                                      |
| 1934 | 24.875         | Zugehörigkeit zum Kulturkreis                                                    |
| 1939 | 43.179 / 7.715 | Muttersprache / Volkstumszugehörigkeit                                           |
| 1951 | 42.095         | Umgangssprache                                                                   |
| 1961 | 24.911         | Umgangssprache                                                                   |
| 1971 | 20.972         | Umgangssprache                                                                   |
| 1981 | 16.552         | Umgangssprache                                                                   |
| 1991 | 16.461         | Umgangssprache                                                                   |
| 2001 | 12.586         | Umgangssprache                                                                   |

Ende des 19. Jahrhunderts machten die Kärntner Slowenen ungefähr ein Viertel bis ein Drittel der Gesamtbevölkerung Kärntens in den damaligen Grenzen aus. Im Laufe des 20. Jahrhunderts reduzierte sich ihre Anzahl vor allem aufgrund des Assimilierungsdrucks auf offiziell 2,3 % der Gesamtbevölkerung.
Da das Deutsche vor allem von Westen und Norden vordrang, liegt das heutige Siedlungsgebiet im Süden und Osten des Landes, im Jaun-, Keutschacher- und Rosental, im untersten Lavanttal sowie im Gailtal (bis etwa Hermagor-Pressegger See). Die nördlichsten Punkte bilden etwa Köstenberg und Diex.
Im Jahre 1857 wurde von K. v. Czoernig in seiner Ethnographie der österreichischen Monarchie die deutsch-slowenische Sprachgrenze wie folgt beschrieben: Malborghet – Möderndorf/Hermagor – Wasserscheide Gail/Drau – Villach – Zauchen – Dellach (bei Feldkirchen) – Moosburg – Nußberg – Galling – St. Donat – St. Sebastian – St. Gregorn – Schmieddorf – Wölfnitz/Saualpe – Pustritz – Granitztal – Eis (an der Drau) – Lavamünd (wobei die genannten Ortschaften noch im deutschen Sprachgebiet lagen). Auch die Landeshauptstadt Klagenfurt, das nördlich von ihr liegende Zollfeld und die Städte Bleiburg und Völkermarkt in Südkärnten waren ganz überwiegend deutschsprachig. In Zahlen ausgedrückt: In der Mitte des 19. Jahrhunderts sprachen innerhalb der damaligen Grenzen von Kärnten 95.735 Personen slowenisch (30 %) und 223.489 deutsch (70 %) als Umgangssprache.
Mit 2010 wurde der Sprachschatz der Slowenischen Flur- und Hofnamen in Kärnten zum Immateriellen Welterbe, wie es die UNESCO deklariert, in die Österreichliste (Nationales Kulturgut) aufgenommen.

## Bevölkerungsanteil
Die Gemeinden mit dem höchsten Bevölkerungsanteil an Kärntner Slowenen sind Zell (89 %), Globasnitz (42 %) und Eisenkappel-Vellach (38 %) (laut Volkszählung 2001).
Die tatsächliche Anzahl der Kärntner Slowenen ist umstritten, da sowohl Vertreter slowenischer Organisationen als auch Vertreter Kärntner Traditionsverbände die Ergebnisse der Volkszählung als nicht akkurat bezeichnen. Erstere verweisen auf die teilweise stark schwankenden Volkszählungsergebnisse in einzelnen Gemeinden, die ihrer Meinung nach stark mit politischen Spannungen in Volksgruppenfragen korrelieren. Somit würden die Ergebnisse die tatsächliche Anzahl der Kärntner Slowenen unterschätzen. Man verweist beispielsweise auf die Südkärntner Gemeinde Gallizien, die laut der Volkszählung von 1951 einen slowenischsprachigen Bevölkerungsanteil von 80 % aufwies, 1961 jedoch – bei gleichzeitigem Ausbleiben größerer Migrationsbewegungen und bei ungefähr gleicher Bevölkerungszahl – nur noch einen Anteil von 11 %.
Als ein weiteres Beispiel werden die Ergebnisse der ehemaligen Gemeinde Mieger (heute zur Gemeinde Ebenthal) angeführt, die 1910 und 1923 einen slowenischsprachigen Bevölkerungsanteil von 96 % bzw. von 51 % aufwies, 1934 jedoch nur noch von 3 %. Nach dem Zweiten Weltkrieg und einer Entspannung im Verhältnis der beiden Volksgruppen wies die Gemeinde 1951 erneut 91,5 % auf. 1971 schließlich (im Vorfeld des so genannten Kärntner Ortstafelsturms) reduzierte sich die Anzahl der Slowenen wiederum auf 24 %. Vertreter der Kärntner Slowenen sehen die Ergebnisse der Volkszählung als absolute Untergrenze an. Sie verweisen auf eine 1991 durchgeführte Erhebung in zweisprachigen Pfarren, bei denen nach der Umgangssprache der Pfarrangehörigen gefragt wurde. Das Resultat der Erhebung (50.000 Volksgruppenangehörige) unterschied sich signifikant von den Ergebnissen der im selben Jahr stattgefundenen Volkszählung (ca. 14.000).
Kärntner Traditionsverbände schätzen die tatsächliche Anzahl bekennender Slowenen auf 2.000 bis 5.000 Personen.
| Volkszählung 1971 | Volkszählung 2001 |                                        |
| ----------------- | ----------------- | -------------------------------------- |
| Volkszählung 1971 | Volkszählung 2001 | Farblegende: 5–10 %10–20 %20–30 %>30 % |

## Schulwesen

### Schulwesen bis 1958

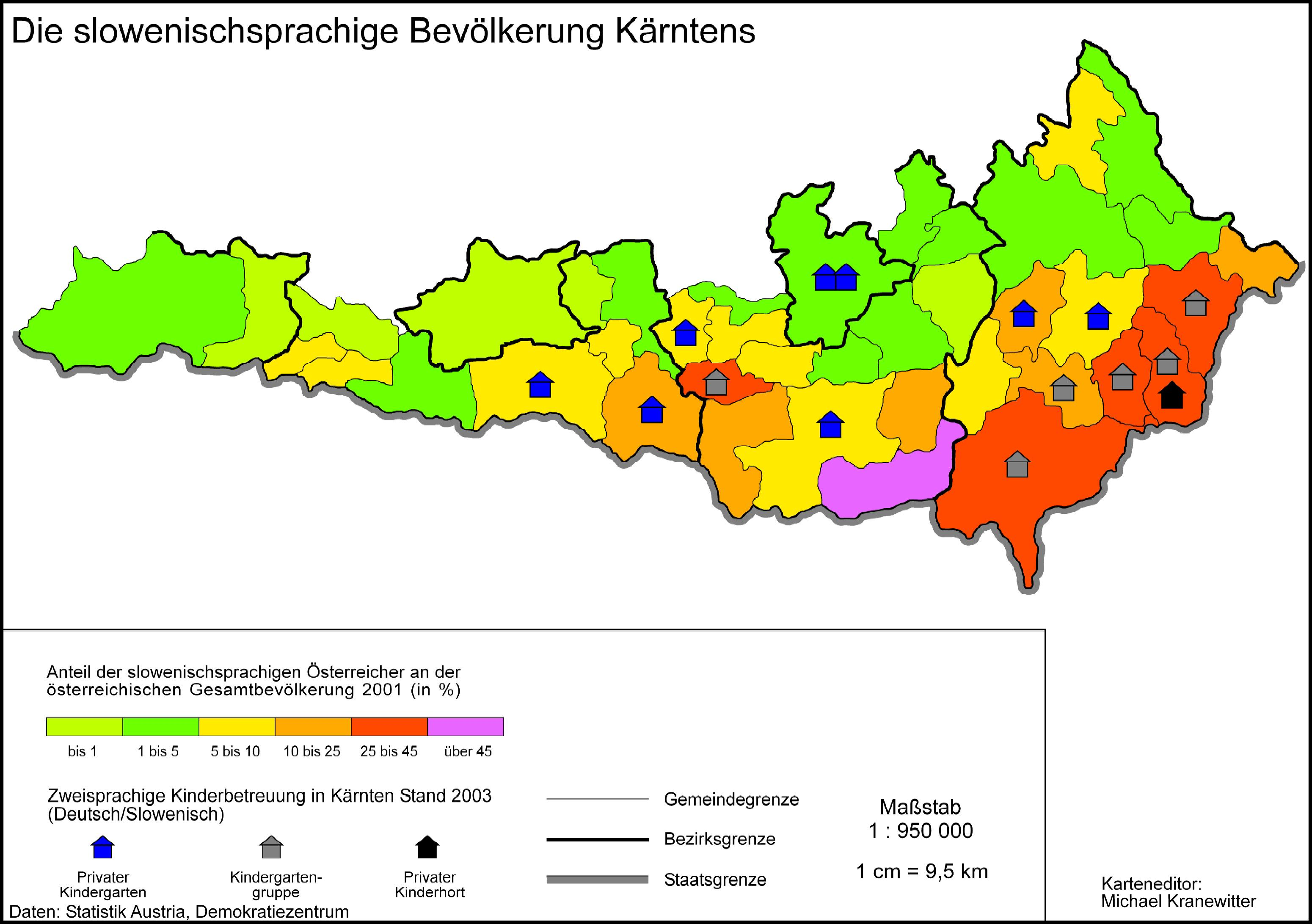
Zweisprachige Kinderbetreuung in Südkärnten

Im Jahr 1848 verfügte das Unterrichtsministerium, dass Pflichtschüler in ihrer jeweiligen Muttersprache unterrichtet werden sollen. Das Bestreben deutsch-nationaler Kräfte in Kärnten diese Vorgabe zu ändern, blieb bis Ende der 1860er Jahre erfolglos. Zwischen 1855 und 1869 lag das slowenische Pflichtschulwesen in den Händen der traditionell slowenenfreundlichen katholischen Kirche. Die Vorgaben hinsichtlich des Gebrauchs der Muttersprache im Unterricht erfuhr durch das Reichsvolksschulsgesetz von 1869 insofern eine gravierende Änderung, da ab diesen Zeitpunkt der Schulerhalter die Unterrichtssprache festlegen konnte. Dies führte zur Umwandlung eines großen Teils der Pflichtschulen in so genannte utraquistische Schulen, in denen das Slowenische als Hilfssprache angesehen wurde, die nur solange im Unterricht verwendet wurde, bis die Schüler die deutsche Sprache hinreichend beherrschten. Nur wenige Schulen blieben rein slowenisch (1914: Sankt Jakob im Rosental, St. Michael ob Bleiburg und Zell-Pfarre). Die utraquistische Schulform blieb bis zum Jahr 1941 erhalten. Von der slowenischen Volksgruppe wurde dieses Schulsystem als „Germanisierungsinstrument“ abgelehnt.
Am 3. Oktober 1945 wurde eine neue Schulverordnung verabschiedet, die im traditionellen Siedlungsgebiet der Kärntner Slowenen zweisprachigen Unterricht für alle Kinder vorsah (unabhängig von ihrer Volksgruppenzugehörigkeit). Der zweisprachige Unterricht sollte in den ersten drei Schulstufen erfolgen, danach war Slowenisch als Pflichtfach vorgesehen. Nach der Unterzeichnung des Staatsvertrags im Jahr 1955 und der damit implizit einhergehenden Lösung der bis dahin offenen Frage des Verlaufs der österreichisch-jugoslawischen Grenze, kam es zu Protesten gegen dieses Modell, welche im Jahr 1958 in Schulstreiks kulminierten. Infolge dieser Entwicklung erließ im September desselben Jahres Landeshauptmann Ferdinand Wedenig einen Erlass, der es den Erziehungsberechtigten ermöglichte, ihre Kinder vom zweisprachigen Unterricht abzumelden. Im März 1959 wurde das Unterrichtssystem erneut dahingehend verändert, dass ab diesem Zeitpunkt die Schüler sich ausdrücklich für den zweisprachigen Unterricht anmelden mussten. Durch den damit einhergehenden Bekenntniszwang sanken die Zahlen der Schüler im zweisprachigen System beträchtlich. 1958 waren nur noch 20,88 %, in den 1970er Jahren nur noch 13,9 % der zweisprachigen Schüler für den deutsch-slowenischen Unterricht angemeldet.

### Schulwesen ab 1982
Das im Zuge einer Dreiparteieneinigung (SPÖ, ÖVP und FPÖ) abgeänderte Minderheitenschulgesetz sieht seit 1982 eine weitgehende klassenmäßigen Trennung der zweisprachig und einsprachig deutsch unterrichteten Volksschüler vor. Bis heute wird die Frage, ob Schulleiter zweisprachiger Schulen eine zweisprachige Qualifikation vorweisen müssen, kontrovers diskutiert.
Der beschriebenen, von Slowenenorganisationen kritisch gesehene allgemeinen Entwicklung im zweisprachigen Unterrichtssystem, steht eine Erweiterung des Schulangebots gegenüber: Im Jahr 1957 wurde in Klagenfurt das „Bundesgymnasium und Bundesrealgymnasium für Slowenen“ (Zvezna gimnazija in Zvezna realna gimnazija za Slovence) gegründet, in dessen Gebäude seit 1991 auch die „Zweisprachige Bundeshandelsakademie“ (Dvojezična zvezna trgovska akademija) untergebracht ist. Seit 1989 existiert eine konfessionell betriebene HBLA in St. Peter im Rosental (Gemeinde St. Jakob). Nach einem Entscheid des Verfassungsgerichtshofs haben Schüler in Klagenfurt die Möglichkeit neben einer konfessionellen auch eine öffentliche zweisprachige Volksschule zu besuchen.
Auf Privatinitiative wurde 1984 die slowenische „Kärntner Musikschule“ (Glasbena šola na Koroškem) gegründet, die seit einem 1998 abgeschlossenen Kooperationsvertrag mit dem Land Kärnten öffentliche Subventionen erhält. Die Höhe dieser finanzielle Förderung (umgelegt auf die Schülerzahl) widerspricht jedoch nach Ansicht des Österreichischen Volksgruppenzentrums dem Gleichbehandlungsgebot, da der zweite Träger des Kärntner Musikschulwesens, das Musikschulwerk, auf einer Pro-Kopf-Basis einen höheren Betrag erhält. Der Betrieb der Glasbena šola kann jedoch mit Hilfe von Zuwendungen der Republik Slowenien aufrechterhalten werden.
Generell ist in den letzten Jahren ein gesteigertes Interesse der Südkärntner am zweisprachigen Unterricht festzustellen. So wurden im Schuljahr 2009/10 41,3 % der Volksschüler im Geltungsbereich des Minderheitenschulwesens zum zweisprachigen Unterricht angemeldet (der Anteil der Kinder ohne slowenische Vorkenntnisse beträgt dabei über 50 %).

## Auszeichnungen
Der Christliche Kulturverband und der RKS stiften jährlich den Einspieler-Preis (nach dem Hermagorasgründer Andrej Einspieler) für Personen, die sich um das Zusammenleben verdient gemacht haben. Träger waren u. a. der Industrielle Herbert Liaunig und der Sprachwissenschaftler Heinz-Dieter Pohl.
Vom Slowenischen Kulturverband und dem Zentralverband slowenischer Organisationen gemeinsam vergeben wird der nach Vinzenz Rizzi benannte Vinzenz-Rizzi-Preis an Personen, “die für den Ausbau interkultureller Beziehungen zwischen den beiden Volksgruppen in Kärnten zukunftsweisende Arbeit geleistet haben”.
Von der Gemeinschaft der Kärntner Slowenen und Sloweninnen – Skupnost koroških Slovencev in Slovenk vergeben wird der Julius-Kugy-Preis für Verdienste im Alpen-Adria-Raum. Träger sind unter anderem Brigadier Willibald Liberda, Karl Samonig, Hanzej Kežar, Janez Petjak, Herta Maurer-Lausegger und Ernest Petrič.

## Organisationen
Organisationen der Minderheit sind etwa:
- Kärntner Einheitsliste (Koroška enotna lista) – politische Sammelbewegung, welche bei Lokalwahlen antritt
- Rat der Kärntner Slowenen (Narodni svet koroških Slovencev) – christlich-konservative Interessensvertretung
- Zentralverband slowenischer Organisationen in Kärnten (Zveza slovenskih organizacij) – linksorientierte Interessensvertretung
- Gemeinschaft der Kärntner Slowenen und Sloweninnen (Skupnost koroških Slovencev in Slovenk-SKS) – überparteiliche Interessensvertretung
- Christlicher Kulturverband (Krščanska kulturna zveza)
- Slowenischer Kulturverband (Slovenska prosvetna zveza)
- Slowenischer Wirtschaftsverband (Slovenska gospodarska zveza)
- Gemeinschaft der Südkärntner Bauern (Skupnost južnokoroških kmetov)
- Slowenischer Alpenverein Klagenfurt (Slovenska Planinska Družba Celovec)
- Slowenischer Athletikklub (Slovenski atletski klub)
- Koš Celovec/Klagenfurt – Basketballklub
- Kärntner Schülerverband (Koroška dijaška zveza)
- Klub slowenischer Studentinnen und Studenten Graz (Klub slovenskih študentk in študentov Gradec)
- Klub slowenischer Studentinnen und Studenten in Wien (Klub slovenskih študentk in študentov na Dunaju)
- Klub slowenischer Studentinnen und Studenten in Kärnten (Klub slovenskih študentk in študentov na Koroškem)

## Medien
- Nedelja – slowenischsprachige Wochenzeitung der Diözese Gurk
- Novice – slowenischsprachige Wochenzeitung (Klagenfurt), gemeinsam herausgegeben vom Rat der Kärntner Slowenen und dem Zentralverband slowenischer Organisationen in Kärnten
- Mohorjeva družba-Hermagoras – katholischer zweisprachiger Verlag (Klagenfurt)
- Drava Verlag – zweisprachiger Verlag in Klagenfurt
- Wieser Verlag – zweisprachiger Verlag in Klagenfurt
- Radio AGORA – zweisprachiges Freies Radio in Klagenfurt

## Bekannte Kärntner Slowenen
Bekannte Kärntner Slowenen unter der Kategorie:Kärntner Slowene